# Nd:YAG laser

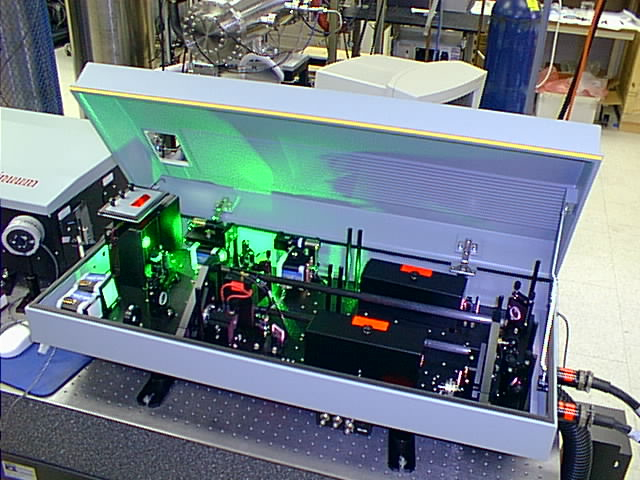
Nd:YAG laser s otevřeným krytem

Nd:YAG laser je v dnešní době nejpoužívanější typ pevnolátkového laseru. Aktivním materiálem je izotropní krystal yttrito-hlinitého granátu (Y3Al5O12) dopovaný ionty neodymu (Nd3+), barva monokrystalu je světle růžová až fialová v závislosti na koncentraci atomů neodymu).
Typická vlnová délka záření emitovaného z Nd:YAG laseru je 1064,1 nm. S menší účinností však může emitovat i záření o vlnových délkách 946, 1120, 1320 a 1440 nm. Buzen je nejčastěji xenonovou výbojkou nebo laserovou diodou. V závislosti na době buzení může generovat záření jak v impulsním, tak i v kontinuálním režimu. Maximální výkon v kontinuálním režimu dosahuje několika stovek wattů. V impulsním režimu se délka impulsu může v závislosti na druhu modulace jakosti rezonátoru pohybovat v rozmezí od milisekund až po jednotky pikosekund (při použití Q-spínání).
Nd:YAG má díky vysokému výkonu a vhodné vlnové délce řadu uplatnění. Hojně je užíván v průmyslu, např. pro vrtání, svařování, žíhání, řezání a značkování. Dále své uplatnění nalezl i v medicíně, vědě, biologii a ve vojenských aplikacích.
Nd:YAG se využívá v oftalmologii pro odstranění druhotného šedého zákalu či vytvoření otvorů v duhovce za účelem redukce nitroočního tlaku. Při odstranění druhotného šedého zákalu je laserem vytvořen otvor do zadního čočkového pouzdra.